# Pallanuoto ai Giochi della XXX Olimpiade - Qualificazioni al torneo maschile
Le qualificazioni al torneo olimpico maschile di pallanuoto di Londra 2012 si sono svolte complessivamente tra il giugno 2011 e l'aprile 2012.

I 12 posti in palio sono stati assegnati in parte tramite i piazzamenti ottenuti in alcune manifestazioni internazionali e in parte attraverso degli appositi tornei di qualificazione.

## Qualificate
| Area                        | Evento                      | Posti | Date                 | Sede        | Qualificate                      |
| --------------------------- | --------------------------- | ----- | -------------------- | ----------- | -------------------------------- |
| FINA World League 2011      | FINA World League 2011      | 1     | 21 - 26 giugno 2011  | Firenze     | Serbia                           |
| Campionati mondiali 2011    | Campionati mondiali 2011    | 3     | 18 - 30 luglio 2011  | Shanghai    | Italia Croazia Ungheria          |
| Europa /Paese organizzatore | Europa /Paese organizzatore | 1     | -                    | -           | Gran Bretagna                    |
| Americhe                    | Giochi panamericani 2011    | 1     | 23 - 29 ottobre 2011 | Guadalajara | Stati Uniti                      |
| Asia                        | Preolimpico asiatico        | 1     | 25 - 27 gennaio 2012 | Chiba       | Kazakistan                       |
| Africa                      | -                           | -     | -                    | -           | -                                |
| Oceania                     | -                           | 1     | -                    | -           | Australia                        |
| Preolimpico mondiale        | Preolimpico mondiale        | 4     | 1º - 8 aprile 2012   | Edmonton    | Montenegro Spagna Grecia Romania |

### World League 2011
Secondo il regolamento FINA la vincitrice della World League dell'anno precedente a quello olimpico si qualifica per i Giochi. Le finali dell'edizione 2011 si sono disputate a Firenze dal 21 al 26 giugno 2011 e hanno visto imporsi la Serbia.
Classifica finale:
| Pos. | Squadra     |  | Pos. | Squadra    |
| ---- | ----------- |  | ---- | ---------- |
|      | Serbia      |  | 5    | Montenegro |
|      | Italia      |  | 6    | Australia  |
|      | Croazia     |  | 7    | Canada     |
| 4    | Stati Uniti |  | 8    | Cina       |

### Mondiali 2011
La FINA stabilisce che le prime tre classificate del Campionato mondiale dell'anno precedente all'Olimpiade ottengano il pass per i Giochi. I Mondiali 2011 si sono svolti a Shanghai dal 18 al 30 luglio e hanno visto il successo dell'Italia davanti a Serbia e Croazia. La Serbia, già qualificata, ha lasciato spazio alla quarta classificata, l'Ungheria.
Classifica finale:
| Pos. | Squadra     |  | Pos. | Squadra    |
| ---- | ----------- |  | ---- | ---------- |
|      | Italia      |  | 9    | Australia  |
|      | Serbia      |  | 10   | Canada     |
|      | Croazia     |  | 11   | Giappone   |
| 4    | Ungheria    |  | 12   | Romania    |
| 5    | Spagna      |  | 13   | Kazakistan |
| 6    | Stati Uniti |  | 14   | Brasile    |
| 7    | Montenegro  |  | 15   | Cina       |
| 8    | Germania    |  | 16   | Sudafrica  |

### Europa
Ogni federazione continentale ha diritto a un posto all'Olimpiade. Nel caso dell'Europa non sono stati disputati tornei ma tale posto è stato assegnato d'ufficio alla Gran Bretagna in qualità di paese organizzatore.

Gli Europei di Eindhoven (dal 16 al 29 gennaio 2012) hanno assegnato alle cinque migliori classificate, al di fuori di quelle già qualificate per Londra, cinque posti nel preolimpico mondiale di Edmonton. Con la rinuncia delle formazioni asiatiche e africane, sono stati assegnati all'Europa altri tre posti nel preolimpico.

Classifica finale:
| Pos. | Squadra    |  | Pos. | Squadra     |
| ---- | ---------- |  | ---- | ----------- |
|      | Serbia     |  | 7    | Spagna      |
|      | Montenegro |  | 8    | Romania     |
|      | Ungheria   |  | 9    | Croazia     |
| 4    | Italia     |  | 10   | Paesi Bassi |
| 5    | Germania   |  | 11   | Macedonia   |
| 6    | Grecia     |  | 12   | Turchia     |

### Americhe
La UANA ha assegnato il proprio posto in palio alla squadra vincitrice dei Giochi panamericani 2011. Il torneo, svoltosi nel contesto dei XVI Giochi panamericani di Guadalajara dal 23 al 29 ottobre 2011, ha visto affermarsi gli Stati Uniti.
Classifica finale:
| Pos. | Squadra     |  | Pos. | Squadra   |
| ---- | ----------- |  | ---- | --------- |
|      | Stati Uniti |  | 5    | Argentina |
|      | Canada      |  | 6    | Messico   |
|      | Brasile     |  | 7    | Colombia  |
| 4    | Cuba        |  | 8    | Venezuela |

### Africa
La CANA avrebbe avuto un posto in palio per Londra ed era prevista la disputa di un torneo di qualificazione. Tuttavia nessuna federazione si è iscritta e il torneo non è stato disputato, perciò la FINA ha stabilito di riassegnare il posto riservato all'Africa nel torneo preolimpico mondiale.

### Oceania
Il posto riservato all'OSA è stato assegnato d'ufficio all'Australia.

### Asia
Come le altre federazioni continentali, l'AASF ha diritto a un posto all'interno del torneo olimpico. Tale posto è stato assegnato tramite un torneo di qualificazione apposito che si è disputato a Chiba, in Giappone dal 25 al 27 gennaio 2012, e ha visto prevalere il Kazakistan.
Risultati::
| Data     | Ora   | Gara       | Gara | Gara       |
| -------- | ----- | ---------- | ---- | ---------- |
| 25-01-12 | 17:30 | Cina       | 7-8  | Kazakistan |
| 25-01-12 | 19:30 | Giappone   | 22-2 | Kuwait     |
| 26-01-12 | 17:30 | Cina       | 23-4 | Kuwait     |
| 26-01-12 | 19:30 | Giappone   | 4-6  | Kazakistan |
| 27-01-12 | 17:30 | Kazakistan | 10-5 | Kuwait     |
| 27-01-12 | 19:30 | Giappone   | 6-7  | Cina       |

Classifica:
|    | Squadra    | Pti | G | V | P | S | GF | GS | Diff |
| -- | ---------- | --- | - | - | - | - | -- | -- | ---- |
| 1. | Kazakistan | 9   | 3 | 3 | 0 | 0 | 24 | 16 | +8   |
| 2. | Cina       | 6   | 3 | 2 | 0 | 1 | 37 | 18 | +19  |
| 3. | Giappone   | 3   | 3 | 1 | 0 | 2 | 32 | 15 | +17  |
| 4. | Kuwait     | 0   | 3 | 0 | 0 | 3 | 11 | 55 | -44  |

### Torneo preolimpico mondiale
La FINA ha stabilito lo svolgimento di un torneo di qualificazione mondiale che avrebbe dovuto inizialmente mettere in palio 3 posti per Londra 2012, ma con la mancata partecipazione delle squadre africane i posti sono diventati quattro. La competizione si è svolta presso il Kinsmen Sports Centre di Edmonton, in Canada, dal 1º all'8 aprile 2012.
Partecipanti:
Gruppo A:  Germania,  Grecia,  Macedonia,  Montenegro,  Paesi Bassi,  Romania.
Gruppo B:  Argentina,  Brasile,  Canada,  Spagna,  Turchia,  Venezuela.
Gruppo A
| Data     | Ora   | Gara        | Gara | Gara        |
| -------- | ----- | ----------- | ---- | ----------- |
| 01-04-12 | 13:50 | Montenegro  | 12-6 | Paesi Bassi |
| 01-04-12 | 15:10 | Grecia      | 12-2 | Macedonia   |
| 01-04-12 | 16:30 | Germania    | 10-9 | Romania     |
| 02-04-12 | 15:40 | Paesi Bassi | 6-9  | Macedonia   |
| 02-04-12 | 17:00 | Romania     | 10-9 | Grecia      |
| 02-04-12 | 18:20 | Montenegro  | 11-7 | Germania    |
| 03-04-12 | 14:20 | Macedonia   | 6-9  | Romania     |
| 03-04-12 | 15:40 | Germania    | 11-6 | Paesi Bassi |
| 03-04-12 | 17:00 | Grecia      | 7-8  | Montenegro  |
| 04-04-12 | 15:40 | Paesi Bassi | 5-7  | Romania     |
| 04-04-12 | 17:00 | Montenegro  | 14-6 | Macedonia   |
| 04-04-12 | 18:20 | Germania    | 9-11 | Grecia      |
| 05-04-12 | 14:20 | Grecia      | 14-5 | Paesi Bassi |
| 05-04-12 | 15:40 | Macedonia   | 6-4  | Germania    |
| 05-04-12 | 17:00 | Montenegro  | 14-8 | Romania     |

Classifica:
|    | Squadra     | Pti | G | V | P | S | GF | GS | Diff |
| -- | ----------- | --- | - | - | - | - | -- | -- | ---- |
| 1. | Montenegro  | 10  | 5 | 5 | 0 | 0 | 59 | 34 | +25  |
| 2. | Romania     | 6   | 5 | 3 | 0 | 2 | 43 | 44 | -1   |
| 3. | Grecia      | 6   | 5 | 3 | 0 | 2 | 53 | 34 | +19  |
| 4. | Macedonia   | 4   | 5 | 2 | 0 | 3 | 29 | 45 | -16  |
| 5. | Germania    | 4   | 5 | 2 | 0 | 3 | 41 | 43 | -2   |
| 6. | Paesi Bassi | 0   | 5 | 0 | 0 | 5 | 28 | 53 | -25  |

Gruppo B
| Data     | Ora   | Gara      | Gara  | Gara      |
| -------- | ----- | --------- | ----- | --------- |
| 01-04-12 | 17:50 | Spagna    | 17-7  | Brasile   |
| 01-04-12 | 20:00 | Turchia   | 9-9   | Argentina |
| -        | -     | Canada    | nd    | Venezuela |
| 02-04-12 | 14:20 | Argentina | 6-14  | Spagna    |
| -        | -     | Venezuela | nd    | Turchia   |
| 02-04-12 | 19:40 | Canada    | 12-9  | Brasile   |
| 03-04-12 | 18:20 | Brasile   | 16-7  | Argentina |
| -        | -     | Spagna    | nd    | Venezuela |
| 03-04-12 | 19:40 | Canada    | 14-5  | Turchia   |
| -        | -     | Venezuela | nd    | Brasile   |
| 04-04-12 | 14:20 | Turchia   | 2-21  | Spagna    |
| 04-04-12 | 19:40 | Canada    | 13-5  | Argentina |
| 05-04-12 | 18:20 | Brasile   | 11-11 | Turchia   |
| -        | -     | Venezuela | nd    | Argentina |
| 05-04-12 | 19:40 | Canada    | 6-9   | Spagna    |

Classifica:
|    | Squadra   | Pti | G | V | P | S | GF | GS | Diff |
| -- | --------- | --- | - | - | - | - | -- | -- | ---- |
| 1. | Spagna    | 8   | 4 | 4 | 0 | 0 | 61 | 21 | +37  |
| 2. | Canada    | 6   | 4 | 3 | 0 | 1 | 45 | 28 | +17  |
| 3. | Brasile   | 3   | 4 | 1 | 1 | 2 | 43 | 47 | -4   |
| 4. | Turchia   | 2   | 4 | 0 | 2 | 2 | 27 | 55 | -28  |
| 5. | Argentina | 1   | 4 | 0 | 1 | 3 | 27 | 52 | -25  |
| -  | Venezuela | rit | - | - | - | - | -  | -  | -    |

- Sono stati assegnati 2 pti per la vittoria, 1 per il pareggio, 0 per la sconfitta.

Quarti di finale
| Data     | Ora   | Gara       | Gara | Gara    |
| -------- | ----- | ---------- | ---- | ------- |
| 06-04-12 | 14:00 | Montenegro | 19-6 | Turchia |
| 06-04-12 | 15:30 | Romania    | 19-8 | Brasile |
| 06-04-12 | 17:00 | Macedonia  | 7-11 | Spagna  |
| 06-04-12 | 18:30 | Grecia     | 10-6 | Canada  |

Semifinali
| Data     | Ora   | Gara       | Gara  | Gara      |
| -------- | ----- | ---------- | ----- | --------- |
| 07-04-12 | 15:40 | Montenegro | 13-12 | Grecia    |
| 07-04-12 | 17:00 | Romania    | 6-11  | Spagna    |
|          |       |            |       |           |
| 07-04-12 | 13:00 | Turchia    | 7-12  | Canada    |
| 07-04-12 | 14:20 | Brasile    | 12-15 | Macedonia |

Finali
|          | Data     | Ora   | Gara       | Gara  | Gara      |
| -------- | -------- | ----- | ---------- | ----- | --------- |
| 1º posto | 08-04-12 | 17:00 | Montenegro | 12-9  | Spagna    |
| 3º posto | 08-04-12 | 15:40 | Grecia     | 14-10 | Romania   |
| 5º posto | 08-04-12 | 14:20 | Canada     | 11-10 | Macedonia |
| 7º posto | 08-04-12 | 13:00 | Turchia    | 16-2  | Brasile   |

Classifica finale:
| Pos. | Squadra    |  | Pos. | Squadra     |
| ---- | ---------- |  | ---- | ----------- |
|      | Montenegro |  | 7    | Turchia     |
|      | Spagna     |  | 8    | Brasile     |
|      | Grecia     |  | 9    | Germania    |
| 4    | Romania    |  | 9    | Argentina   |
| 5    | Canada     |  | 9    | Paesi Bassi |
| 6    | Macedonia  |  | nc   | Venezuela   |